# Distretto di Chum Ta Bong
Il distretto di Chum Ta Bong (in thailandese: ชุมตาบง) è un distretto (amphoe) della Thailandia, situato nella provincia di Nakhon Sawan.